# شكلية

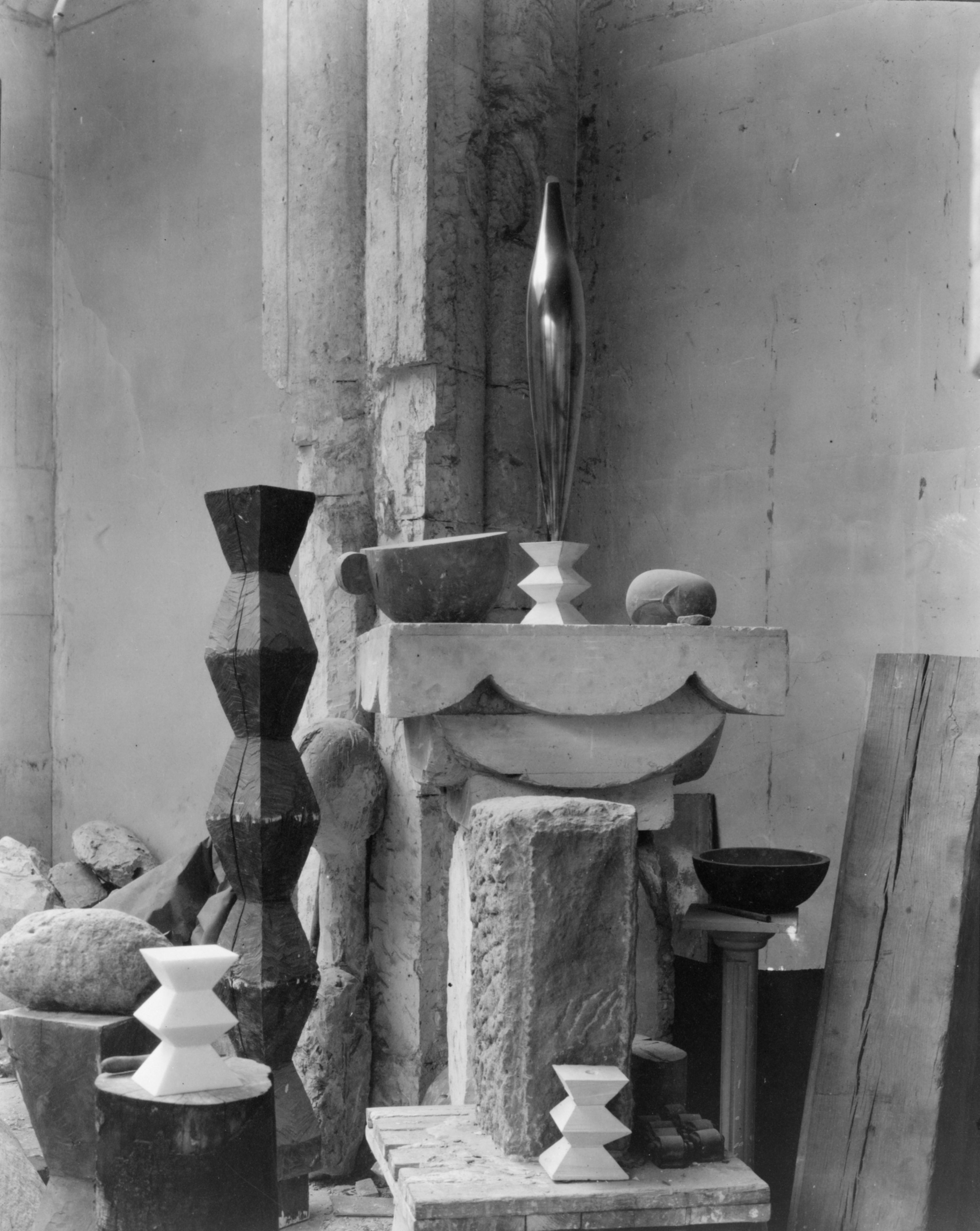

الشكلية (بالإنجليزية: Formalism)‏ هي مدرسة نقدية في دراسة الأدب والفن ونظرية أدبية تُعنى بالأغراض البنيوية لنص معين. كما أنها دراسة للنص دون الأخذ بالاعتبار أي تأثير خارجي عليه.
فالشكلية ترفض فكرة التأثيرات الحضارية أو الاجتماعية المطبقة على النص، إضافة لإبداع الكاتب الشخصي والمغذى المقصود به، وتركز بدلاً عن ذلك على الأساليب والأنواع والأشكال الأدبية.
سُمي أتباع هذا الحركة «بالشكليين». استخدم هذا المصطلح بشكل ساخر من قبل النقاد، وقد تم التخلي عن التسمية في وقت لاحق.

## في الأدب
كنظرية أدبية، فإن الشكلية تقوم على المقاربات النقدية التي تتناول بالنقد السمات الأصلية للنص من تحليل وتفسير وفهم.وتعتمد عل السمات المتعلقة بالقواعد وتراكيب الجمل وتتطال الأدوات الأدبية من وزن واستعارة. فالشكلية تقلل من أهمية السياق التاريخي والشخصي والحضاري للنص المعني وتركز على شكله بشكل أساسي.
ظهرت الشكلية عام 1915م في موسكو، وكانت ثلاثينيات القرن العشرين سنين ضعف وانعزال، ومن ثم ازدهرت في السنوات اللاحقة، فكانت ردة فعل على النظريات الرومانسية في الأدب، والتي ركزت على الكاتب وعبقريته الإبداعية المستقلة، فبدلاً من ذلك وضعت النص محط الاهتمام لتدلل على كون النص بحد ذاته مدين «للشكل» وما يتبعه من تطورات تطرأ على النص. كما أنها رفضت الفوضى والخراب والصدمات المتلاحقة في واقع الحرب العالمية الثانية، فتجلت بالانعزال عن العالم الخارجي والواقع الدنيوي ونأوا بأنفسهم عن تلك الحالة ولم يرتاحوا للواقع آنذاك. فالشكليون نتيجة لهذا لا يهتمون بالصيغ العامة للنظرات الأدبية، ولا للمعلومات المتعلقة بالنص، أو لأهمية الكاتب كمبدع له؛ بل قالوا إن العمل غير مخلوق ومرتبط بالأصل وإلا كان جزءاً من الواقع فأهملوا الكاتب ودوره كإهمالهم للواقع وسماته.
تطورت مدرستان نقديتان شكليتان: أولهما في موسكو، والتي أنتجت الشكلية الروسية، تلتها الشكلية الأنغلوأمريكية النقدية الجديدة. فكانت الشكلية الشكل المسيطر على الدراسات الأدبية الأكاديمية في أمريكا منذ نهاية الحرب العالمية الثانية حتى السبعينيات متجسدة بشكل خاص في النظرية الأدبية لدى رينيه ويليك [الإنجليزية] واوستين وارين 1948, 1955, 1962 .

## فهم الشكليين للغة
يقول الشكليون إن أساس القوة يأتي من خلال امتلاك اللغة، المقروءة أو المسموعة. فهم يظنون أن عزل أنفسهم عن الواقع يكون بعزل أنفسهم عن لغة الواقع، لذا فمن الواجب التجديد فيها. ويكون هذا التجديد عن طريق اللغة الأدبية فطوروا بحرفية العمل الأدبي، ورفضوا الأدب العام بما أنه انعكاس للواقع. فاللغة الأدبية ستجعلنا نفكر بطريقة مختلفة وباستخدام الأساليب الأدبية يمكن تخيل واقع جديد، فتعزل نفسك عن واقع الفوضى وتنتقل إلى واقع من الأمل.
فالشكليون لا يعنون بالمعنى بما أنه مرتبط بالواقع بل يهتمون بالبناء العام للعمل وبتناسق الكلمات.
«هل أشبهك بيوم صيفي»
فمثلا الموصوف هنا عادة ما يفهم على أنه محبوب الكاتب، لكن من وجهة نظر الشكليين فإن الموصوف ليس بالضرورة المحبوب بل قد يكون رجلاً أو حتى حيواناً.
باقتراح معانٍ جديدة للكلمات فإن الشكليين يبنون واقعاً جديداً وفهماً جديداً للغة.

## معارضة الشكلية
أحد أهم النقاط التي هوجم الشكليون عليها هي أنهم وبالرغم من إعطائهم معاني ودلالات جديدة لنفس الكلمات إلا أن ذلك سيصل بهم إلى السياق العام أو «المعنى» الذي يتجنبونه «بالشكل», فهم لا يستطيعون فصل أنفسهم عن الواقع بما أن المحتوى مرتبط بالواقع بحسب نظرتهم..ومن أهم معارضيهم: شارون كرولي، وجيمس ويليامز.
أن تحدد نصاً للدراسة يعني أن «تعرفه» (تعرف الكاتب وتذكر تاريخ النشر الخ، ما يجعل النص معروفاً) ما يعني القيام بالعملية الاعتيادية التي يقوم بها الجميع ما يتناقض مع محاولة الشكلية الابتعاد عن الممارسات المطروقة وعن الواقع، لذا حاولوا «تغريب» النص فلم يحددوا النص أو الكلمات وما يتعلق بذلك من معلومات أساسية وقاموا بعزله عن المألوف رافضين الواقع المسيطر بهذه الطريقة ومخالفين له.. ومنهم: فيكتور شيكلوفسكي و رومان جاكبسون.
ركز الشكليون على جوهر النص (البناء، الهيئة، والصور البلاغية) رافضين الطبيعة العَرَضية للنص (المحتوى المعنوي)؛ لذا بدأوا من خلال الأدب تغيير الواقع على عكس الطريقة التقليدية، والتي تقوم على تغيير الواقع ما ينتج ادباً مغايراً بحسب الكاتب والواقع.
عندما نتحدث عن نص معين فإن الشكليين يرفضون أخذه على أنه عمل تابع للكاتب، وينظرون إليه على أنه شيء مستقل مدرك. ويظنون أن نهاية قراءة النص ليست بالوصول إلى المعنى، بل بالوصول إلى نهاية العمل بحد ذاته، فيعتبرون الكاتب من دون أية امتيازات، فالعمل مستقل بتقنياته الأدبية المتفرعة.
كما أن القارئ ليس له دور على الإطلاق بالعمل، وخاصة الذين يستجيبون إلى الواقع (المناقض للشكلية بمضامينه ومعانيه.)
إلا بصنع واقع جديد، فالشكليون ليسوا بعيدين عن الواقع.

### خاتمة
في أواخر السبعينات اضمحلت الشكلية لدوافع وأسباب عدة، منها ما يعود لأهداف سياسية واجهتها أو ادعاءات طالتها فعارضت فكرة إمكانية فصل العمل الأدبي عن أصله واستخداماته ومعانيه. وقد تعرضت المدرسة إلى ازدراء كبير عبر تاريخ وجودها، واستخدم ذلك منافسوها للدلالة على سوء نظريتها وانحرافها الأيديولوجي عن باقي المذاهب والمفاهيم. غير أن بعض النقاد الأدبيين الأكاديميين يميلون لظهور الشكلية من جديد.